# رضا کریمی (سیاستمدار)
رضا کریمی چهره سیاسی اصلاح طلب و نمایندهٔ دوره دهم مجلس شورای اسلامی از حوزهٔ انتخابیهٔ اردبیل، نمین، نیر و سرعین است.